# Про Алика и Лёлика
«Про А́лика и Лёлика» (укр. Про Аліка і Льоліка) — украинский анимационный сериал для взрослых, от режиссёра Артура Рени. Сериал не имеет общего сюжета, однако является сборником серий (эпизодов) с общими героями. Каждый эпизод забрасывает главных героев — Алика и Лёлика, в разные ситуации (например ловля рыбы, охота и тому подобное).
В 2008 году украинские журналисты сообщили о том, что данный анимационный сериал будет состоять из 87 серий, однако, в конечном итоге было создано всего лишь 15 серий. Впервые анимационный сериал «Про Алика и Лёлика» вышел в кинопрокат на Украине 20 ноября 2008 года в виде полнометражного фильма, в который вошли 15 эпизодов сериала. Впоследствии, некоторые серии также появились в формате отдельных эпизодов на официальном YouTube-канале «Укранимафильм».

## Сюжет
В данном мультсериале описываются юмористические приключения двух кумов, типичных украинских совков Алика и Лёлика.
Алик (укр. Алік) — энциклопедический пример «человека советского» и «хохла-украинца», как его представляют русские; он любит сало и водку, говорит суржиком и имеет на груди татуировку в виде изображения Иосифа Сталина.
Лёлик (укр. Льолік) — тоже энциклопедический пример «человека советского»; он всегда ходит в шапке-ушанке, говорит суржиком и не представляет своей жизни без взяток и коррупционных схем.
Алик и Лёлик всё время попадают в различные ситуации: путешествуют во времени, путешествуют в космосе, устраиваются на работу охранниками / гаишниками / пожарными, служат в армии и т. д.

## Официальный синопсис
Мультипликационный юмористический сериал «Про Алика и Лёлика» рассказывает о приключениях двух украинских мужиков-алкашей — Алика и Лёлика. Мужики постоянно попадают из одной передряги в другую, через свои нелепые идеи и инфантильный взгляд на жизнь. В эпизодах сериала, им придётся поработать пожарными, гаишниками, солдатами в армии; им придётся сражаться с фашистами, инопланетянами, нечистью; также, им придётся побывать на Луне. В сериале присутствует множество пародий на известные кинофильмы, а также на общественную жизнь. Мультфильм пародирует такие фильмы, как «Кошмар на улице Вязов», «Матрица», «Люди в чёрном», «Терминатор», «Робокоп», «Форсаж», «Смывайся!», «Люди Икс» и т. д. Главные герои регулярно вспоминают известных украинских спортсменов (Кличко и Курникову), а также известные торговые марки.
Кроме этого персонажи напевают различные российские и советские хиты, среди которых: 
Наутилус Помпилиус - Последнее письмо (Гудбай Америка)
Борис Чирков - Песня из х/ф "Юность Максима" (Люблю я летом с удочкой...)
Верка Сердючка - Dancing lasha tumbai; Хоп-хоп-хоп-чида-хоп
Врагу не сдается наш гордый варяг
Тату - Нас не догонят
Лев Лещенко - Товарищ
Леонид Утесов - Лейся, песня, на просторе
Тема из х/ф "Небесный тихоход" (Первым делом самолеты...)
Любэ - Я буду жить теперь по-новому (А-люба-люба-любэ)
Тема из х/ф "Высота" (Не кочегары мы, не плотники...)
Status Quo - You're in the army now (пародия)
Марш Авиаторов (Все выше и выше и выше...)
ABBA - Money, Money, Money
Stevie Wonder - I just called to say I love you

## Список эпизодов
- Эпизод 1: Как два казака, Алик и Лёлик, встретились с героями сказок (тремя богатырями, соловьём-разбойником и Бабой-Ягой)
- Эпизод 2: Как Алик и Лёлик ловили рыбу
- Эпизод 3: Как Алик и Лёлик искали ёлку в лесу
- Эпизод 4: Как Алик и Лёлик работали охранниками в музее
- Эпизод 5: Как Алик и Лёлик работали таможенниками в аэропорту
- Эпизод 6: Как Алик и Лёлик работали гаишниками
- Эпизод 7: Как Алик и Лёлик работали пожарными
- Эпизод 8: Как Алик и Лёлик попали в больницу
- Эпизод 9: Как Алик и Лёлик служили в Советской Армии (на базе)
- Эпизод 10: Как Алик и Лёлик служили в Советской Армии (гонки на танках)
- Эпизод 11: Как Алик и Лёлик служили в Советской Армии (восстановление штаба войск)
- Эпизод 12: Как Алик и Лёлик служили в Советской Армии (сражения с мышами-нацистами)
- Эпизод 13: Как Алик и Лёлик встретили инопланетян в космосе
- Эпизод 14: Как Алик и Лёлик ходили на охоту
- Эпизод 15: Как Алик и Лёлик играли в карты

## Роли озвучивали
- Валерий Чигляев — все персонажи[1]